# Biggles za železnou oponou
Biggles za železnou oponou (v originále Biggles Follows On), je dobrodružná kniha spisovatele W. E. Johnse, jež byla poprvé vydána roku 1952. Celkově jde o 43. knihu o Bigglesovi. Nejprve vyšla na pokračování v šesti dílech v Boy’s Own Paper a následně knižně.
V češtině vyšla poprvé v roce 1993 v nakladatelství Riopress.

## Děj
Zrzek potká náhodou v Londýně von Stalheina. Biggles zjistí, že von Stalhein rekrutuje vojáky do cizinecké legie a odváží je za železnou oponu. Podaří se mu spojit s vojákem Rossem, kterého se snaží von Stalhein aktuálně získat. Biggles s Gingerem jej sledují přes Paříž do Prahy, tam se ale vše zvrhne a jsou odhaleni. Ukrývají se u místního agenta a pak přes střechy utíkají na smluvené místo, kde je vyzvedne Algy a letecky prchají do Berlína. Tam se v sovětském sektoru setkávají s von Staheinem a dozvídají se, že Ross je na cestě do Korejské války, kde má působit v propagandistickém vysílání. Biggles se po návratu do Londýna spojí s Gimletem (jiný Johnsův hrdina z desítky knih, česky nevyšly) a Číňanem Wung-Lingem (z povídky The Case of the Mandarin's Treasure Chest z knihy Biggles of the Special Air Police, česky nevyšlo) a vydávají se zničit rozhlasovou stanici a Rosse osvobodit.

### Biggles v Praze
Do Prahy se dostávají Biggles s Gingerem leteckou linkou z Paříže na Ruzyni. Poté jsou ubytováni v hotelu Schweiz. U tajného agenta, který vystupuje jako krejčí, se ukrývají někde na Starém Městě, poté koňským potahem utíkají k asi 20 km vzdálenému poli, kde je má letecky vyzvednout Algy.
Jde o první návštěvu Bigglese na území Československa, ale v budoucnu se ještě podívá do Jižních Čech v knize Bigglesovo drama v Čechách (1965)

## Postavy
- Biggles
- Ginger
- Algy
- Berie
- von Stahein
- Raymond
- Gaskin
- Gimlet
- Ross